# هيرمان أريكسون
هيرمان أريكسون هو لاعب رماية سويدي، ولد في 8 مايو 1872 في فالون في السويد، وتوفي في 19 مايو 1959.

## وصلات خارجية
- هيرمان أريكسون على موقع أوليمبيديا (الإنجليزية)
- هيرمان أريكسون على موقع اللجنة الأولمبية السويدية (السويدية)